# Agathosma acutissima
Agathosma acutissima är en vinruteväxtart som beskrevs av Dümmer. Agathosma acutissima ingår i släktet Agathosma och familjen vinruteväxter. Inga underarter finns listade i Catalogue of Life.